# Валдастико
Валда̀стико (на италиански: Valdastico; на венециански: Valdastego, Валдастего) е община в Северна Италия, провинция Виченца, регион Венето. Разположена е на 405 m надморска височина. Населението на общината е 1297 души (към 2015 г.).
Административен център на общината е село Сан Пиетро (San Pietro).